# Gioacchino Rossini

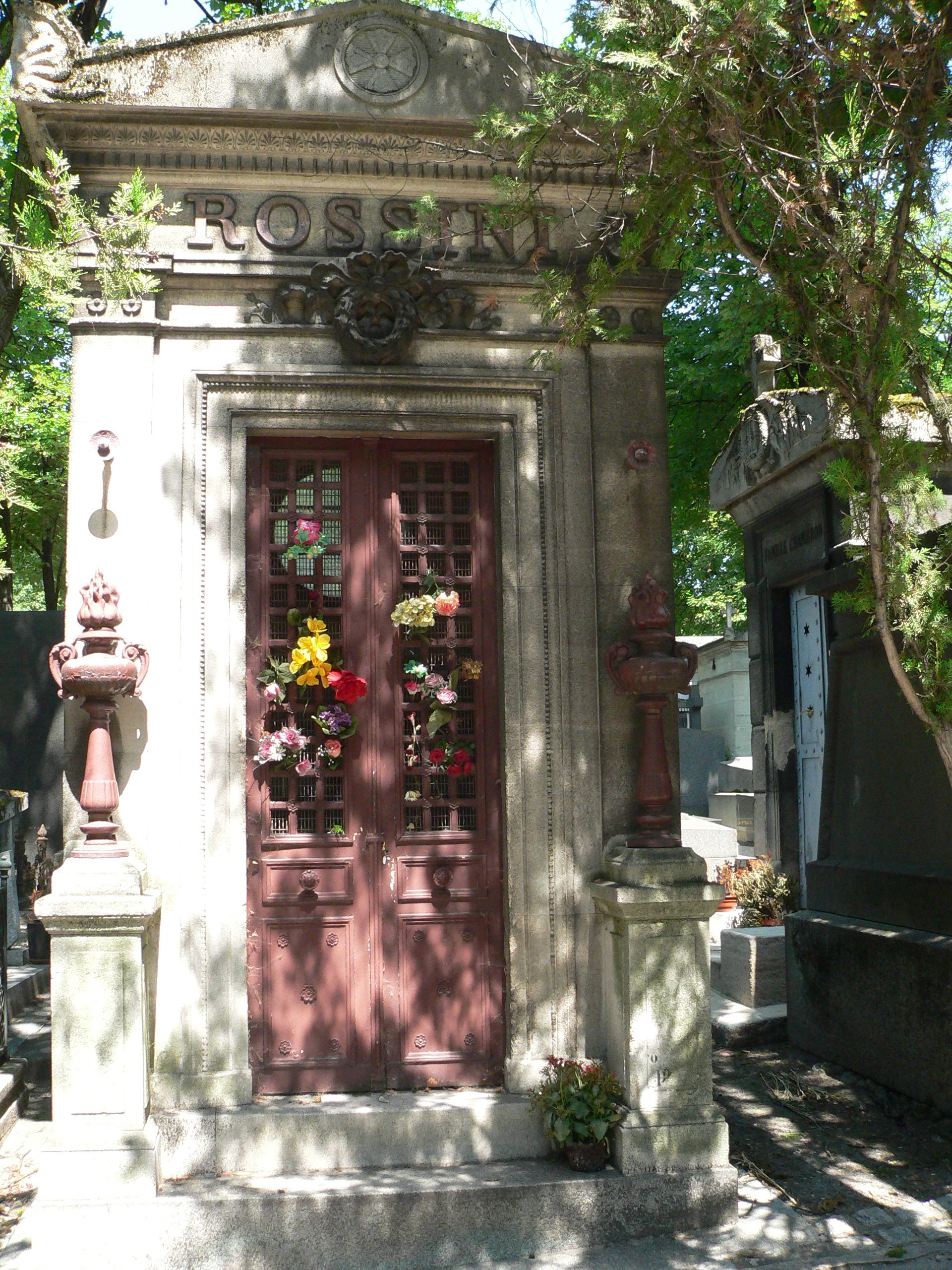
Rossinis grav

Gioacchino Rossini, född 29 februari 1792 i Pesaro, Kyrkostaten, död 13 november 1868 i Paris, Frankrike, var en italiensk operatonsättare. Hans mest kända verk är Barberaren i Sevilla från 1816.

## Biografi

### Tidiga år och tidig karriär
Rossinis föräldrar, som båda var musiker, lät honom ta sånglektioner för Angelo Tessi i Bologna. År 1807 påbörjade han kompositionsstudier för Stanislao Mattei. Han avbröt dessa när läraren sa att han inte kunde tillräckligt för att komponera operor.
Han studerade Haydns och Mozarts kvartetter och symfonier och debuterade 1810 i Venedig med operan La cambiale di matrimonio. Under de följande åren skrev han flera operor, bland annat för operan i Milano La pietra del paragone, där han först använde det crescendo han senare blev omtalad för. Sedan följde operorna Demetrio e Polibio för Rom samt L'inganno felice, Il signor Bruschino och Tancredi för operan i Venedig. Med Tancredi, som skrevs 1813, erkändes han som Italiens störste då levande operakompositör.

### Sent 1810-tal
Denna åsikt bekräftades genom L'italiana in Algeri (Venedig, 1813), Il turco in Italia (Milano, 1814) och Elisabetta (Neapel, 1815). I Elisabetta presenterade han en nymodighet genom att skriva ut ariornas utsmyckningar i stället för att låta sångarna bestämma själva hur de skulle sjungas, något som mötte stort motstånd i början. Därefter ersatte han seccorecitativen med recitativ ackompanjerade av  stråkkvartett.
I Rom 1816 nådde Rossini höjdpunkten när det gäller operakomik, genom Almaviva (Il Barbiere di Siviglia), som ännu spelas på operor runt om i världen och innehåller alla den italienska buffaoperans bästa egenskaper. I början blev denna opera utbuad på grund av romarnas förkärlek för Paisiellos opera på samma ämne, men redan andra gången blev den en succé.

### Med Neapel som bas
Från 1815 till 1821 var han under impressarion Domenico Barbajas ledning kompositör för den kungliga Operan San Carlo i Neapel. Samtidigt komponerade han operor för andra operahus, bland annat La Scala i Milano (La Gazza Ladra, 1817), skrev kantater och andra verk. Hans sista opera för Italien blev Semiramide (La Fenice, Venedig 1823) som formmässigt på samma gång är en återgång till en tid innan de stilistiska experimentverken för Neapel (Tancredi), som en blick framåt i komplexitet (Guillaume Tell). De neapolitanska operorna skrevs alla för den berömda sopranen Isabella Colbran, vars röst och scenpersonlighet påverkade musiken som Rossini skrev. Det är mycket koloratur, och samtidigt är det emotionella utspelet och inlevelsen viktig för att musiken ska komma till sin rätt.
Alla kritiker var dock inte så förtjusta i harmonierna; koloraturen och en orkestrering som sågs som "germansk", och man såg med längtan tillbaka på mästerverket Tancredi från 1813. Till exempel fick Ermione ett kort liv efter sin premiär 1818, ett verk som idag anses som ett okonventionellt mästerverk. Efter Semiramide som skrevs för Venedig 1823 flyttade Rossini till Paris 1824, efter en kort vistelse i London där han började på en opera Ugo, Re D'Italia som dock aldrig kom längre än till skisstadiet.

### Direktör i Paris
Rossini blev direktör för Théâtre italien i Paris där den sceniska kantaten Il viaggio a Reims sattes upp till kungens ära 1825. Efter att ha blivit "Inspecteur général du chant en France" med en inkomst på 20 000 franc per år, kunde han obehindrat ägna sig åt komposition. Han omarbetade nu två tidigare verk från sin tid i Neapel för Parisoperan. Maometto II blev Le siège de Corinthe år 1826 och Mosè in Egitto blev Moïse et Pharaon ou Le Passage de la Mer Rouge (eller bara Moïse) år 1827. Greve Ory, som fick premiär på Parisoperan år 1828, är en omarbetning till komisk opera av kantaten Il viaggio a Reims.
Efter många omarbetningar av librettot hade slutligen Guillaume Tell premiär 1829, hans mästerverk i den franska "Grand-Opera"-traditionen. Innan honom hade även hans landsmän Cherubini och Spontini komponerat för Parisoperan. Tell bildar tillsammans med Aubers Den stumma länken mellan Spontini och Meyerbeer. Han förlorade dock sin plats som generalinspektör under julirevolutionen och lyckades med nöd och näppe rädda en pension på 6 000 francs.

### Senare år
Mellan 1836 och 1853 bodde han i Italien men var tvungen att flytta ofta på grund av det politiskt instabila läget i landet. Han trivdes bättre efter att han flyttat tillbaka till Paris, där han levde som en hyllad man ända till sin död. 
Hans kvarlevor flyttades 1887 till Florens (där han sedan dess legat begravd i Basilica di Santa Croce di Firenze) och 1864 restes hans staty i Pesaro. I samma stad öppnades 1888 ett "Liceo musicale Rossini", vilket möjliggjordes genom en donation av Rossini själv på 3 miljoner lire. Större delen av sin förmögenhet testamenterade han till ett hem för ålderstigna musiker i Paris.
Under senare hälften av sitt liv skrev Rossini två större sakrala verk: det berömda Stabat mater (1832; i utvidgad form 1841) vilket var mera operamässigt än kyrkligt, samt Petite messe solennelle (1863). Han skrev även många pianostycken och fortsatte att skriva sånger, samt ett par kantater och mindre körverk. Hans verk för piano är miniatyrer av en lättsamt ironisk typ, med en ibland underliggande vresigare ton.
Rossinis brev gavs ut 1902 av Mazzatinti och Manis. Bland hans biografer finns Beyle (Stendhal; 1823, 3:e uppl. 1892), Carpani (1824), Blaze de Bury (1854), M. och L. Escudier (s. å.), Azevedo (1865), Edwards (1869; ny uppl. 1881), Pougin (1870), Silvestri (1874), Zanolini (1875), Sittard (1882), dansken Thrane (1885), Chechi (1898) och Dauriac (1905).

## Verk

### Operor
- La cambiale di matrimonio (1810)
- L'equivoco stravagante (1811)
- Demetrio e Polibio (1812)
- L'inganno felice (1812)
- Ciro in Babilonia eller La caduta di Baldassare (1812)
- Silkesstegen (1812)
- La pietra del paragone (1812)
- L'occasione fa il ladro eller Il cambio della valigia (1812)
- Il signor Bruschino eller Il figlio per azzardo (1813)
- Tancredi (1813)
- L'Italiana in Algeri ("Italienskan i Alger") (1813)
- Aureliano in Palmira (1813)
- Il Turco in Italia ("Turken i Italien") (1814)
- Sigismondo (1814)
- Elisabetta, regina d'Inghilterra (1815)
- Torvaldo e Dorliska (1815)
- Il Barbiere di Siviglia ("Barberaren i Sevilla"), originaltitel Almaviva eller L'inutile precauzione (1816)
- La gazzetta (1816)
- Otello eller Il moro di Venezia (1816)
- La Cenerentola eller La bontà in trionfo ("Askungen") (1817)
- La gazza ladra ("Den tjuvaktiga skatan") (1817)
- Armida (1817)
- Adelaide di Borgogna (1817)
- Mosè in Egitto ("Moses i Egypten") (1818)
- Adina (1818)
- Ricciardo e Zoraide (1818)
- Ermione (1819)
- Eduardo e Cristina (1819)
- La donna del lago (1819)
- Bianca e Falliero eller Il consiglio dei tre (1819)
- Maometto II (1820)
- Matilde di Shabran eller Bellezza e Cuor di Ferro (1821)
- Zelmira (1822)
- Semiramide (1823)
- Il viaggio a Reims eller L'albergo del giglio d'oro (1825)
- Le siège de Corinthe (1826)
- Moïse et Pharaon eller Le passage de la Mer Rouge, en revidering av Mosè in Egitto (1827)
- Le Comte Ory (1828)
- Guillaume Tell ("Wilhelm Tell") (1829)

### Övriga verk (urval)
- Il pianto d'Armonia sulla morte di Orfeo (1808)
- Stabat Mater (1831–32, rev. 1841–42)
- Petite Messe Solennelle (1863–64, rev. 1867)

### Operor som uppförts på Kungliga Operan i Stockholm (urval)
- Turken i Italien (1824)
- Barberaren i Sevilla (1825)
- Tankred (1829)
- Sjöfröken (1831)
- Skatan (1843). (Då "La gazza ladra" gavs i Stockholm 1843 var det med titel "Skatan".[3])
- Wilhelm Tell (1856)
- Don Bruschino (1871)
- La Cenerentola (2008)

## Övrigt
Asteroiden 8181 Rossini är uppkallad efter honom.